# Jan Wierzchoń
Jan Wierzchoń (ur. 3 marca 1897 w Kamionce, zm. 30 listopada 1935 w Mysłowicach) – major piechoty Wojska Polskiego, kawaler Orderu Virtuti Militari.

## Życiorys
W czasie wojny z bolszewikami walczył w szeregach 40 pułku piechoty. Dowodził 2 kompanią, a po zranieniu kapitana Henryka Weissa (31 maja 1920) objął dowództwo I batalionu. Wyróżnił się 3 marca 1920 dowodząc 2 i 4 kompanią podczas wypadu na Janowce, położone na południowy-wschód od Nowokonstantynowa, za co otrzymał pochwałę od dowódcy 5 Dywizji Piechoty, generała Władysława Jędrzejewskiego. Od 30 kwietnia do 5 sierpnia 1920 pełnił obowiązki dowódcy 40 pułku piechoty. Po raz drugi wyróżnił się 6 września 1920 dowodzac I batalionem w wypadzie na folwark i wieś Jabłonówka.
Po zakończeniu działań wojennych pozostał w wojsku jako oficer zawodowy i kontynuował służbę w 40 pp w garnizonie Lwów. 3 maja 1922 został zweryfikowany w stopniu kapitana ze starszeństwem od 1 czerwca 1919 i 122. lokatą w korpusie oficerów piechoty. 10 lipca 1922 został zatwierdzony na stanowisku pełniącego obowiązki dowódcy batalionu. W tym samym roku został zwycięzcą oficerskich zawodów strzeleckich w Okręgu Korpusu Nr VI i otrzymał nagrodę ministra spraw wojskowych. W 1923 pełnił obowiązki dowódcy II batalionu. 31 marca 1924 prezydent RP nadał mu stopień majora ze starszeństwem z dnia 1 lipca 1923 i 52. lokatą w korpusie oficerów piechoty. Po awansie został zatwierdzony na stanowisku dowódcy II batalionu. W maju 1925 w dalszym ciągu dowodził II batalionem. W kwietniu 1928 został przeniesiony z 40 pp do 74 pułku piechoty w Lublińcu na stanowisko kwatermistrza.
17 sierpnia 1931 na przejeździe kolejowym w Wilkowicach kierując samochodem osobowym spowodował wypadek, w którym śmierć poniósł pasażer – kapitan Feliks Feldt, a drugi pasażer – podpułkownik dyplomowany Józef Gruszka doznał ciężkich obrażeń ciała. Major Wierzchoń także doznał ciężkich obrażeń ciała. 
W opinii za 1932 ówczesny inspektor armii, generał dywizji Edward Rydz-Śmigły napisał o nim: „sprytny. Przebiegły. Większe zdolności organizacyjne i administracyjne aniżeli taktyczne. Kwatermistrz bardzo dobry. Ogólnie zaledwie dociąga do przeciętności”. W listopadzie 1933 został przesunięty na stanowisko dowódcy batalionu. W marcu 1934 został zwolniony z zajmowanego stanowiska i oddany do dyspozycji dowódcy Okręgu Korpusu Nr IV, a z dniem 31 lipca tego roku przeniesiony w stan spoczynku.
Po zwolnieniu z wojska zamieszkał na Placu Marszałka Piłsudskiego 7 w Mysłowicach, gdzie prowadził kolekturę loteryjną. 30 listopada 1935 we własnym mieszkaniu popełnił samobójstwo wystrzałem z karabinu. Według orzeczenia lekarza powodem samobójstwa był rozstrój nerwowy, spowodowany złym stanem finansowym zmarłego.

## Ordery i odznaczenia
- Krzyż Srebrny Orderu Wojskowego Virtuti Militari – 22 lutego 1921[29][30][31]
- Krzyż Walecznych czterokrotnie[30][32]

25 kwietnia 1933 Komitet Krzyża i Medalu Niepodległości odrzucił wniosek o nadanie mu tego odznaczenia „z powodu braku pracy niepodległościowej”.